# Herðubreiðartögl
Herðubreiðartögl är ett berg i republiken Island. Det ligger i regionen Norðurland eystra, 280 km öster om huvudstaden Reykjavík. Toppen på Herðubreiðartögl är 1 059 meter över havet, eller 96 meter över den omgivande terrängen. Bredden vid basen är 2,8 km.
Trakten runt Herðubreiðartögl är nära nog obefolkad, med mindre än två invånare per kvadratkilometer. Det finns inga samhällen i närheten. Trakten runt Herðubreiðartögl är ofruktbar med lite eller ingen växtlighet.